# Sávio Antônio Alves
Sávio Antônio Alves, noto anche con lo pseudonimo di Sávio (Araraquara, 26 maggio 1995), è un calciatore brasiliano, difensore del Remo.

## Caratteristiche tecniche
È un terzino sinistro.

## Carriera
Cresciuto nel settore giovanile della Ferroviária, trascorre i primi anni di carriera in prestito nei campionati statali brasiliani, in Série D ed in Série B con le maglie di União Barbarense, Campinense, Ferroviário-CE, Londrina ed América-MG.
Il 1º febbraio 2021 approda in Europa firmando con i portoghesi del Rio Ave; debutta in Primeira Liga dodici giorni più tardi giocando da titolare l'incontro vinto 4-1 contro il Vitória Guimarães.

## Statistiche
Statistiche aggiornate al 7 marzo 2021.

### Presenze e reti nei club
| Stagione        | Squadra          | Campionato      | Campionato | Campionato | Coppe nazionali | Coppe nazionali | Coppe nazionali | Coppe continentali | Coppe continentali | Coppe continentali | Altre coppe | Altre coppe | Altre coppe | Totale | Totale | Totale |
| Stagione        | Squadra          | Comp            | Pres       | Reti       | Comp            | Pres            | Reti            | Comp               | Pres               | Reti               | Comp        | Pres        | Reti        | Pres   | Reti   |        |
| --------------- | ---------------- | --------------- | ---------- | ---------- | --------------- | --------------- | --------------- | ------------------ | ------------------ | ------------------ | ----------- | ----------- | ----------- | ------ | ------ | ------ |
| 2016            | União Barbarense | A2/SP           | 17         | 2          |                 | -               | -               |                    | -                  | -                  |             | -           | -           | 17     | 2      |        |
| 2016            | Ferroviária      | A1/SP           | 0          | 0          | CB              | 1               | 0               |                    | -                  | -                  | CP          | 22          | 0           | 23     | 0      |        |
| 2017            | Ferroviária      | A1/SP           | 3          | 0          | CB              | 1               | 0               |                    | -                  | -                  |             | -           | -           | 4      | 0      |        |
| 2017            | Campinense       | PD/PB+D         | 6+1        | 0          | CB              | 0               | 0               |                    | -                  | -                  |             | -           | -           | 7      | 0      |        |
| 2018            | Ferroviário-CE   | PD/CE+D         | 13+14      | 0          | CB              | 6               | 0               |                    | -                  | -                  | CdN         | 2           | 0           | 35     | 0      |        |
| 2018            | Londrina         | A1/PR+B         | 0+18       | 0          | CB              | 0               | 0               |                    | -                  | -                  |             | -           | -           | 18     | 0      |        |
| 2019            | América-MG       | M1/MG+B         | 1+12       | 0          | CB              | 0               | 0               |                    | -                  | -                  |             | -           | -           | 13     | 0      |        |
| 2020            | América-MG       | M1/MG+B         | 10+23      | 0          | CB              | 7               | 0               |                    | -                  | -                  |             | -           | -           | 40     | 0      |        |
| 2020-2021       | Rio Ave          | PL              | 4          | 0          | CP              | 0               | 0               |                    | -                  | -                  |             | -           | -           | 4      | 0      |        |
| Totale carriera | Totale carriera  | Totale carriera | 122        | 2          |                 | 15              | 0               |                    | -                  | -                  |             | 24          | 0           | 161    | 2      |        |

## Palmarès

### Club

#### Competizioni nazionali
- Segunda Liga: 1

Rio Ave: 2021-2022